# Carenar de les Boixedes
La Carenar de les Boixedes és una serra situada al municipi de la Vall de Bianya a la comarca de la Garrotxa, amb una elevació màxima de 775 metres.